# منفذ أبو سمرة
منفذ أبوسمرة أو معبر أبو سمرة هو المنفذ الرئيسي بين المملكة العربية السعودية، ودولة قطر ويسمى أبوسمرة بدولة قطر ويسمى سلوى بـالمملكة العربية السعودية يبعد عن العاصمة السعودية الرياض، حوالي 450 كلم تقريبا، ويبعد عن العاصمة القطرية الدوحة حوالي 110كلم تقريبا،

## نشأة
أنشأت الحكومة القطرية لجنة دائمة لإدارة منفذ أبو سمرة الحدودي تابعية لوزارة الداخلية في العام 2003، وعلى أن تضم في عضويتها ممثلين عن الهيئة الوطنية للصحة، ووزارة الشؤون البلدية والزراعة، والمجلس الأعلى للبيئة والمحميات الطبيعة، والهيئة العامة للجمارك والموانئ، إضافة لممثلين عن بعض الجهات الأمنية.

## الخدمات
تقدم إدارة منفذ أبو سمرة مجموعة من الخدمات للجمهور تشمل الخدمات الأمنية وخدمات الجهات الأخرى الممثلة في المنفذ لتسهيل خدمة المسافرين وحركة نقل البضائع عبر المنفذ ذهابا وإيابا. ومن أهم هذه الخدمات:

### خدمة الجوازات
من أهم الخدمات التي يقدمها قسم الجوازات للجمهور، إصدار تأشيرات فورية لمقيمي دول مجلس التعاون الخليجي، وإصدار تأشيرات فورية لسائقي الشاحنات لعدة سفرات، وإصدار تأشيرات فورية لسائقي مواطني المملكة العربية السعودية (المنطقة الشرقية)، وإصدار تأشيرات العودة (لمن تجاوز ستة أشهر) للمقيمين على الكفالة الشخصية للمواطنين، وإصدار تأشيرات العودة (لمن تجاوز ستة أشهر) للمقيمين على الكفالة الشخصية للشركات، وإصدار تأشيرات العودة (لمن تجاوز ستة أشهر) للمقيمين على الكفالة الشخصية للمقيمين، وإصدار التأشيرات السياحية المشتركة (سلطنة عمان ودولة قطر).

### خدمات المرور
تشمل الخدمات التي تقدمها إدارة المرور، التحقيقات المرورية في الحوادث، ووزن الشاحنات القادمة إلى البلاد، وإصدار التصاريح للسيارات القادمة للبلاد بلوحات تصدير، وترخيص وتسجيل المركبات، ودفع المخالفات المرورية، وتجديد رخص القيادة ورخصة تسيير المركبة.
كما يوجد بالمنفذ إدارات مختصة في سلامة الأغذية وحركة دخول البضائع والمسافرين، وتقوم هذه الجهات بفحص وإصدار تصريح لكل الإرساليات الزراعية والحيوانية والسمكية الواردة أو الصادرة إلى البلاد، إضافةً إلى وجود العديد من الخدمات العامة، مثل خدمات البنوك، وخدمات التأمين، واستراحات الزوار، ومحلات السوبرماركت، وغيرها.

## إحصاءات
ليس لدولة قطر حدود برية إلا مع السعودية فقط، ويشهد منفذ أبو سمرة عبورا يوميا لعدد من الشاحنات يتراوح بين 600 إلى 800 شاحنة، وتأتي 16% من المواد الغذائية المستوردة إلى قطر عبر هذا المعبر البري مع السعودية، وبلغت حركة الدخول والخروج عبر منفذ أبو سمرة 658.093 شخصا أثناء إجازة الربيع ( 10 يناير 2017 - 5 فبراير 2017) بحسب إحصاء صادر عن اللجنة الدائمة لإدارة منفذ أبو سمرة، وبلغت حركة الدخول والخروج عبر منفذ أبو سمرة 523,160 زائراً خلال الفترة من يناير وحتى يونيو 2016، في حين بلغ عدد الزوار الوافدين 615,856 زائراً خلال نفس الفترة من العام الماضي 2015.

## الغلق
اتخذت سلطات السعودية قرارا بإغلاقه في 7 يونيو 2017 بعد قطع إعلان السعودية والإمارات والبحرين ومصر قطع علاقاتها مع قطر. تم اعاده فتح الحدود بين الدولتين بعد إعلان وزير الخارجية الكويتي يوم 4 يناير التوصل لإتفاق فتح المنافذ و الحدود و الذي تلاه في اليوم التالي اتفاق العُلا «المصالحة الخليجية» أوائل عام2021